# Kantabrowie

Plemiona zamieszkujące Półwysep Iberyjski w III w. p.n.e.

Kantabrowie – indoeuropejski lud celtycki, zamieszkujący w czasach starożytnych północno-zachodnie tereny Półwyspu Iberyjskiego.
Kantabrowie przybyli na Półwysep Iberyjski w drugiej połowie I tysiąclecia p.n.e., prawdopodobnie poprzez Zatokę Biskajską. W I w. p.n.e. dzielili się na kilkanaście plemion. Zamieszkiwali dzisiejszą Kantabrię, wschodnią Asturię oraz prowincje Palencia i Burgos w północnej Starej Kastylii.
Długo zachowali niezależność od Rzymu. Zostali pokonani dopiero w 19 p.n.e. przez wojska Marka Agrypy po klęsce w wojnie kantabryjskiej. Ziemie Kantabrów weszły wówczas w skład rzymskiej prowincji Hispania Tarraconensis. W Palencii stacjonował IV Legion. Jednakże do końca istnienia Imperium rzymskiego stopień ich romanizacji pozostał niewielki. Kantabrowie tworzyli oddziały posiłkowe w armii rzymskiej, które m.in. uczestniczyły w podboju Brytanii przez cesarza Klaudiusza.
Na początku VI w. zostali podbici przez Wizygotów, a na początku VIII w. przez Arabów.

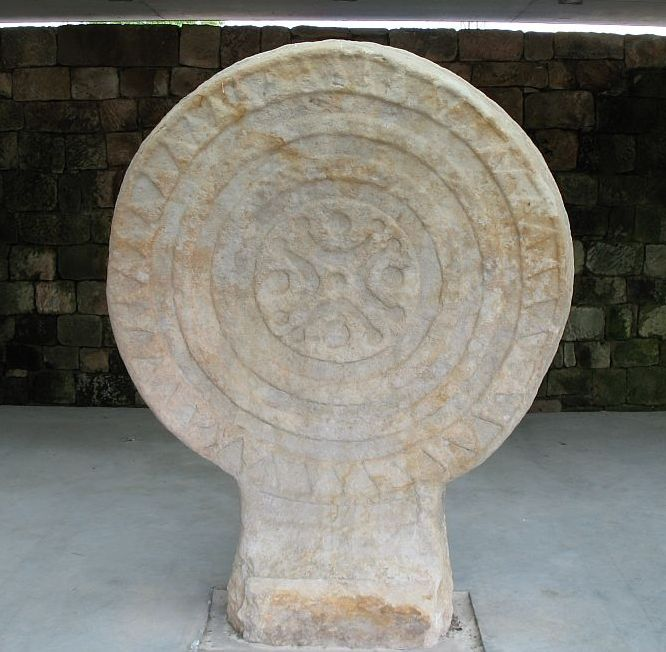
Stela kantabryjska z piaskowca (średnica 1,7 m, grubość 0,32 m)